# Postpunk
Postpunk [póstpánk] (včasih tudi post-punk iz angleščine) je širok pojem, ki označuje vrsto rock glasbe, ki se je pojavila ob vzponu popularnosti punk gibanja 1970-ih let, v kateri so se izvajalci oddaljili od surovega, na rocku osnovanega zvoka in so se raje približali zvokom, ki jih ponuja eksperimentalna glasba. V poskusu, da bi se odmaknili od tradicije rock glasbe, izvajalci postpunk glasbe niso zavračali elektronske glasbe, črnskih plesnih slogov in avantgarde, posluževali pa so se tudi sodobnih tehnik glasbene produkcije in tehnologije snemanja. V gibanju je večkrat prišlo do presečišč glasbe z umetnostjo in politiko, saj so izvajalci navdih črpali tudi iz virov, kot so modernistična literatura, kritična teorija, film in performance art. Glasbeni napredek so spremljale skupnosti, ki so ustvarjale likovno umetnost, multimedijske nastope in neodvisne založbe.
Vodilne zasedbe zgodnjega postpunka vključujejo Siouxsie and the Banshees, The Fall, Wire Public Image Ltd., Devo, Joy Division, Talking Heads, The Pop Group, Gang of Four, Throbbing Gristle in James Chance and the Contortions. Postpunk je bil tesno povezan z razvojem po pomenu ožjih glasbenih zvrsti, kot so gothic rock, no wave in industrialna glasba. Do sredine 1980-ih je gibanje počasi izginilo, pustilo pa je za seboj podlago za nastanek zvrsti New Pop in močan vpliv na nastanek kasnejše alternativne glasbe in neodvisne glasbe.
Na Slovenskem postpunk ni imel večjega pomena. Vanj bi lahko spadala glasba manj znanih zasedb iz 80-ih let Otroci socializma, Čao pičke in Komakino, v novejšem času pa je doživel obuditev z izvajalci, kot so We Can't Sleep at Night, Čao Portorož in Balans.